# Мекленбург-Штреліцькі
Мекленбург-Штреліцькі (нім. zu Mecklenburg-Strelitz) або в русіфікованому варіанті Мекленбург-Стрелицькі (рос. Мекленбург-Стрелицкие) — вихідці із Саксонії, герцоги, члени царської родини, великі поміщики і підприємці Російської імперії. На рубежі XIX і XX ст. вони володіли більше як 123 тис. десятин землі. В Україні їм належав Карлівський маєток (містечко Карлівка, нині місто Полтав. обл.), якому не було рівних за тех. оснащенням, організацією с. госп-ва та результатами діяльності. Маєток, який у 1840-х рр. належав графині М.Розумовській, 1849 був куплений дружиною вел. кн. Михайла Павловича (1798—1849) — вел. кн. Оленою Павлівною (1806–73), по ній перейшов у спадок її дочці вел. кн. Катерині Михайлівні (1827–94), одруженій з Георгом-Августом-Ернестом Мекленбург-Штреліцьким (1824–76). По їх смерті — успадкований сімома нащадками. У маєткові напередодні Першої світової війни налічувалося 55,5 тис. десятин землі вартістю в 16,4 млн рублів. Вести раціональне госп-во в Карлівці намагалися ще Розумовські, а згодом і нові господарі, проте невдало. Після селянської реформи 1861 маєток М.-С. протягом 2-ї пол. XIX — поч. XX ст. перетворився з кріпосницької латифундії в передове госп-во капіталіст. типу. Його основу становило вирощування цукрових буряків з наступною переробкою на цукор та пшениці на продаж. У маєткові діяли 4 цукрових, 1 винокурний, 2 крохмальних з-ди, крупчатня, паровий млин, олійниця, цегельня, ремонтна майстерня. М.-С. отримували від Карлівського маєтку на поч. XX ст. в середньому щорічно понад 1,1 млн рублів прибутку. Своїм коштом поміщики утримували вчителів, двокласні чоловіче і жіноче початкові уч-ща, уч-ще для дітей службовців, притулок для знедолених. Під опікою Георгія (Георга-Олександра) Георгійовича М.-С. (1859—1909) перебувало в Санкт-Петербурзі товариство, яке надавало дешеве житло робітникам та ін. категоріям населення.